# Saint-Eustache (Québec)
Pour les articles homonymes, voir Saint-Eustache.

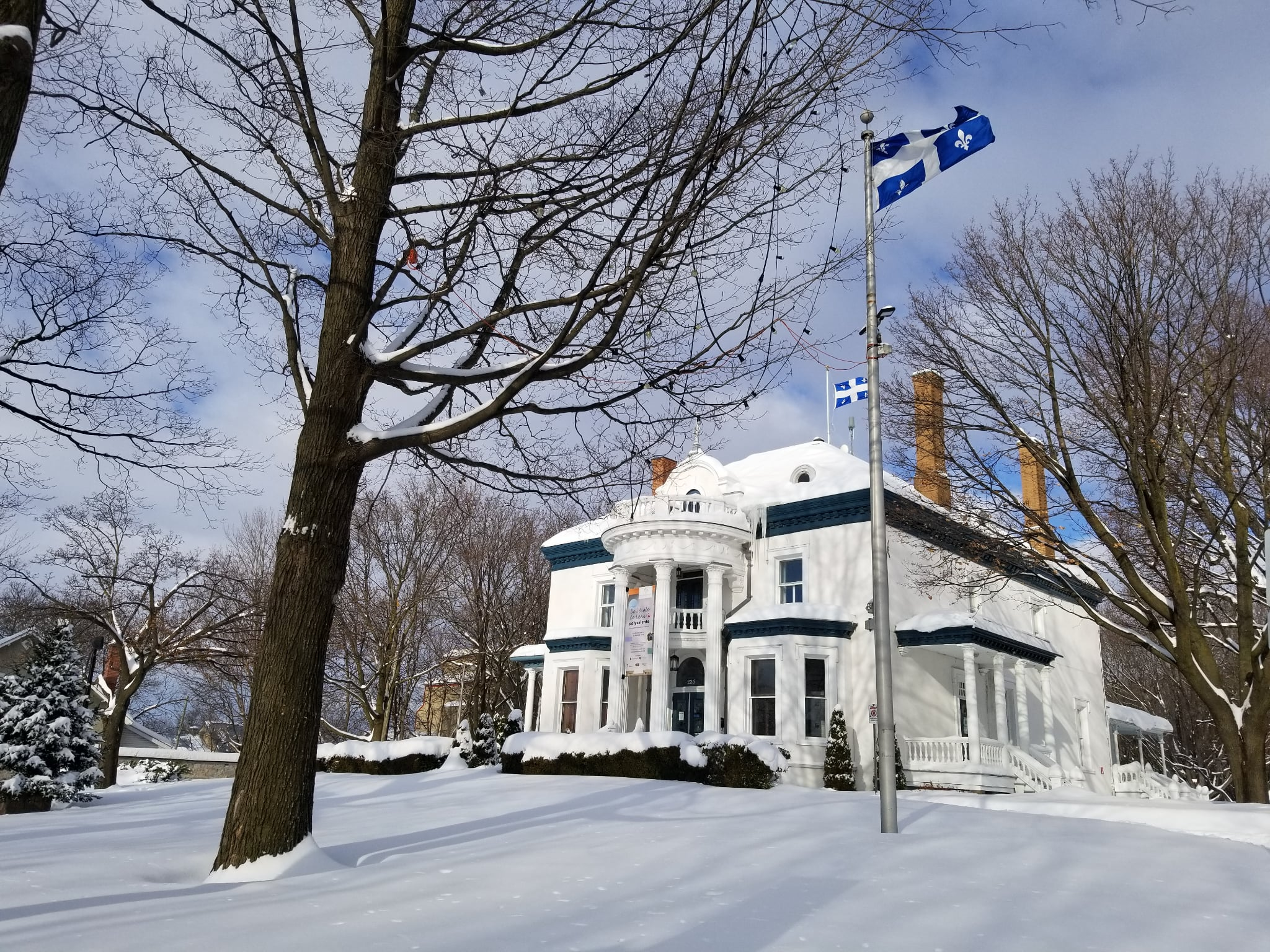
Photo du manoir Globensky en hiver 2025

Saint-Eustache est une ville canadienne au Québec, chef-lieu de la MRC de Deux-Montagnes, dans la région des Laurentides. Elle est située à 20 km au nord-ouest de Montréal, à l'extrémité nord-est du lac des Deux Montagnes, à l'embouchure de la rivière du Chêne.

## Toponymie
Son nom fait allusion à Eustache de Rome, saint auxiliateur et grand martyr.

## Histoire

### Seigneurie
La seigneurie où se trouve Saint-Eustache est pour la première fois concédée à un dénommé Michel Sidrac Dugué de Boisbriand en 1683. Toutefois, le sieur de Boisbriand n'ayant pas rempli les devoirs qui lui étaient incombé (tenir feu et lieu, c'est-à-dire bâtir une habitation et y habiter, construire et entretenir les chemins, bâtir un moulin à farine et finalement, concéder des terres aux colons), on lui retire la seigneurie. Elle est ensuite donnée à ses deux gendres, qui, eux non plus, ne remplissent pas leurs devoirs de seigneur et se voient retirer la seigneurie. Enfin, en 1739, Eustache Lambert-Dumont devient le premier véritable seigneur. C'est lui qui sera à l'origine du début du développement de Saint-Eustache. C'est cependant son fils, Louis-Eustache Lambert-Dumont, qui développera véritablement la seigneurie. Il construit d'abord un moulin à farine sur les bords de la rivière du Chêne. Ce moulin, qui prendra plus tard le nom de moulin Légaré, est aujourd'hui le plus vieux moulin mû par la force de l'eau en Amérique du Nord à n'avoir jamais arrêté de fonctionner depuis sa mise en service. Le seigneur Lambert-Dumont concède aussi plusieurs lots.

### Paroisse
Avant 1768, la paroisse de Saint-Eustache n'est pas assez importante pour avoir un curé de façon permanente. Les services religieux sont alors assurés par un prêtre de la paroisse de Sainte-Rose, sur l'île Jésus. En 1768 arrive le premier prêtre, François Petit. Le second curé s'appelle Félix Berey. Il arrive à peine un an plus tard, en 1769. Il assiste au début du développement de Saint-Eustache. C'est entre 1780 et 1783 que l'église de Saint-Eustache sera construite.

### Bataille
Une bataille marquante prit place dans ce village lors de la rébellion des Patriotes en 1837. Le 14 décembre 1837, le docteur Jean-Olivier Chénier et ses alliés se réfugièrent dans l'église, le presbytère, le couvent, la maison seigneuriale ainsi que dans quelques résidences et combattirent les 2 000 hommes du général John Colborne. Lors de cette altercation, qui dura moins de cinq heures, une centaine de Patriotes furent tués. Par la suite, les Britanniques mirent le feu au village. Soixante maisons furent détruites ou endommagées, de même que l'église.

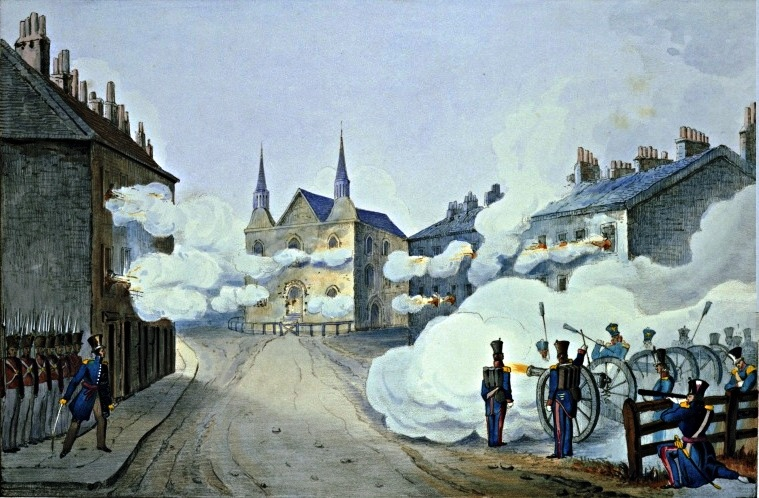
Vue de la façade de l'église Saint-Eustache défendue par les Patriotes
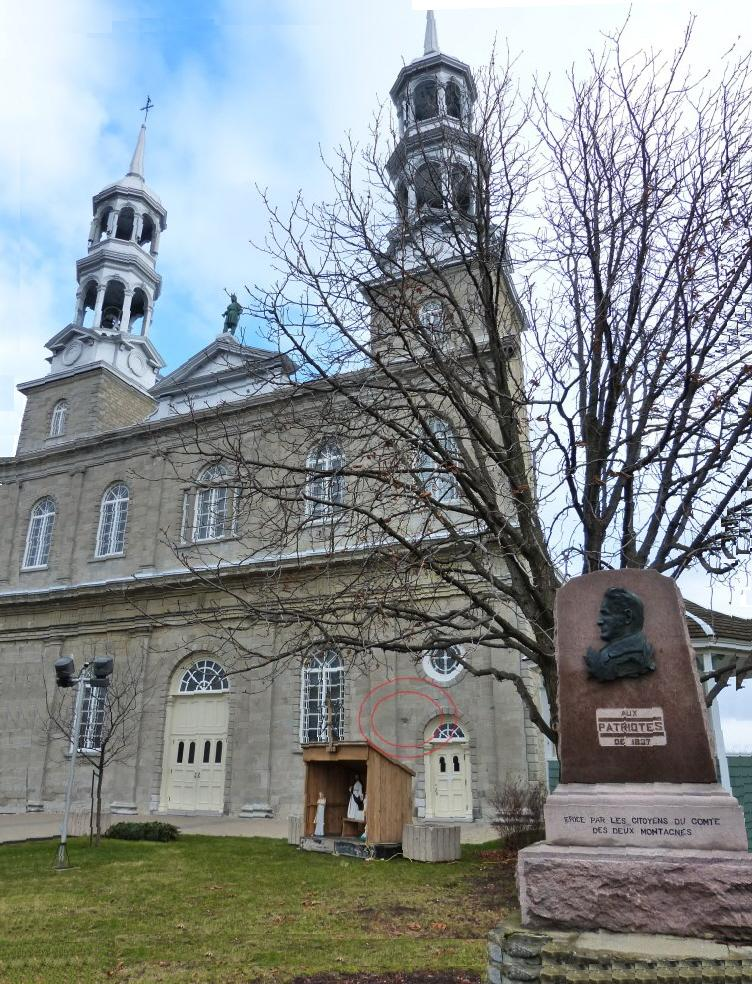
Façade avec dommages
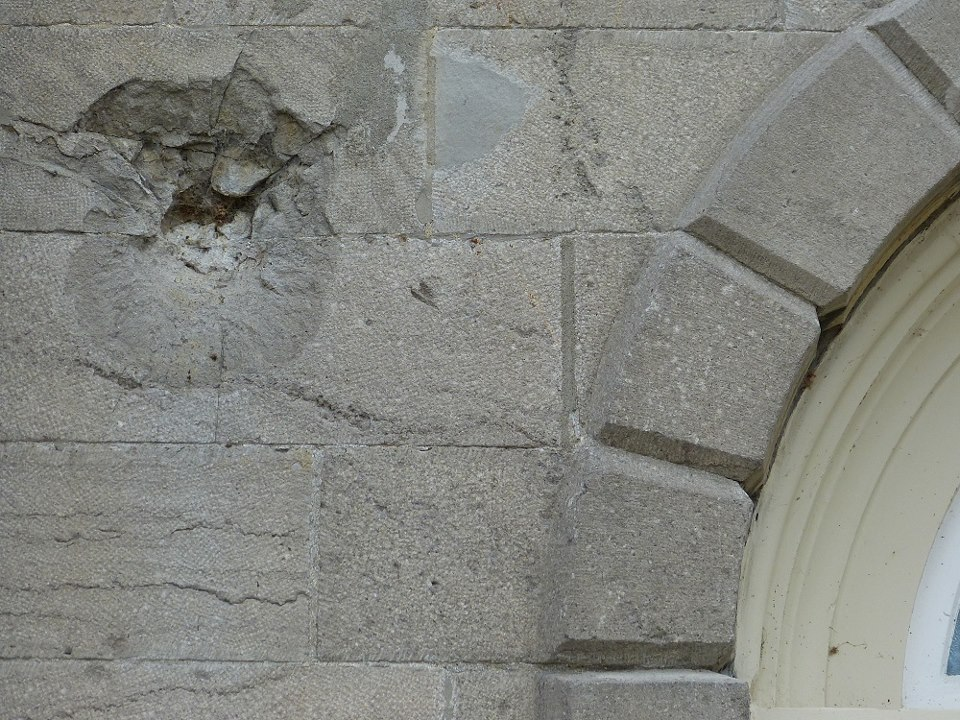
Détail

## Géographie
Elle est accessible via l'autoroute 640, l'autoroute 13 et les routes 148 et 344.
La rivière du Chicot traverse la municipalité du nord vers le sud-est jusqu'à sa confluence avec la rivière des Mille Îles. 
La rivière du Chêne traverse la municipalité du nord-ouest vers le sud-est jusqu'à sa confluence avec la rivière des Mille Îles. 

## Démographie
La population de Saint-Eustache double chaque décennie entre 1951 et 1981.
| 1981   | 1986   | 1991   | 1996   | 2001   | 2006   | 2011   | 2016   | 2021   |
| ------ | ------ | ------ | ------ | ------ | ------ | ------ | ------ | ------ |
| 29 771 | 32 226 | 37 278 | 39 848 | 40 378 | 42 062 | 44 154 | 44 008 | 45 276 |

## Administration
Les élections municipales se font en bloc et suivant un découpage de six districts.
| Saint-Eustache Maires depuis 2005                                                                                    |                 |                                     |          |
| Élection | Maire           | Qualité                             | Résultat |
| 2005 | Claude Carignan | Sénateur de Mille Isles depuis 2009 | Voir     |
| 2005 | Pierre Charron  |                                     | Voir     |
| 2009 | Pierre Charron  | Voir                                |          |
| 2013 | Pierre Charron  | Voir                                |          |
| 2017 | Pierre Charron  | Voir                                |          |
| 2021 | Pierre Charron  | Voir                                |          |
| Élection partielle en italique Depuis 2005, les élections sont simultanées dans toutes les municipalités québécoises |                 |                                     |          |

## Éducation
La Commission scolaire de la Seigneurie-des-Mille-Îles administre les écoles francophones :
- École secondaire des Patriotes[6]
- École Arc-en-ciel[7]
- École Clair Matin[8]
- Cœur à cœur L’Alternative
- École au Cœur-du-Boisé[9]
- École Curé-Paquin[10]
- École Horizon-Soleil[11]
- École Notre-Dame[12]
- École Village-des-Jeunes[13]
- École Jardin-des-Patriotes[14]

L'École primaire Girouard à Mirabel et l'École secondaire d'Oka à Oka desservent d'autres parties de la ville.

La Commission scolaire Sir Wilfrid Laurier administre les écoles anglophones:
- École primaire Mountainview et école primaire Saint Jude, à Deux-Montagnes[16],[17]
- École secondaire Lake of Two Mountains (en) à Deux-Montagnes[18]

## Économie

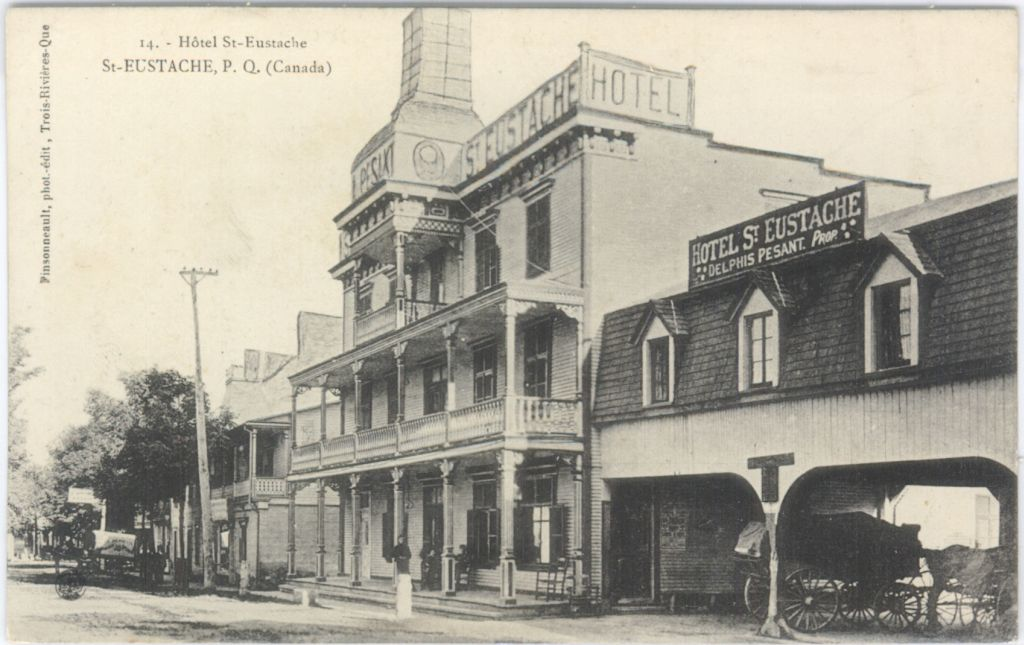
Hôtel St-Eustache entre environ 1905 et 1910

Les trois secteurs d’activités sont présents dans l’économie de la municipalité de Saint-Eustache.  L’activité dominante dans le secteur primaire est l’agriculture. On y retrouve également l’extraction de pierres.
La proximité des grands marchés montréalais et lavallois, la présence d’un sol riche et des conditions climatiques favorables confèrent à la région un avantage compétitif important. La situation de la MRC près des centres urbains détermine la spécialisation de la production agricole qui se concentre sur les cultures maraîchères, les cultures abritées, l’horticulture, le lait et les fruits.
L’activité agricole donne également une image champêtre de la région qui augmente son attrait auprès de la population des grandes villes avoisinantes. Elle favorise une spécialisation dans les industries de l’agrotourisme et de la restauration, ce qui constitue une source non négligeable de revenus, sans compter le potentiel qu’elle représente pour le développement des industries de la grappe bioalimentaire.
L’activité manufacturière de la MRC se situe principalement dans la municipalité de Saint-Eustache. En 1961, la Ville de Saint-Eustache se dotait d’un premier parc industriel.
Situé au nord de l’autoroute 640, entre les boulevards Arthur-Sauvé et Albert-Mondou, le parc industriel actuel comprend trois sections dont la superficie totale est de 27 568 400 pieds carrés.
Le secteur tertiaire est le plus important du point de vue de l’emploi. On y retrouve plus de 70 % de tous les emplois de la MRC. La croissance de la population de la MRC contribue à favoriser une hausse de la demande pour les biens et les services, principalement dans les secteurs du commerce de détail, de l’alimentation et de la restauration, des services personnels et domestiques, des services aux entreprises, des services de santé et des services sociaux, du commerce de détail de véhicules automobiles.
L'Innoparc Albatros est un tout nouveau quartier d’affaires axé sur le développement durable, localisé à Saint-Eustache.

## Attrait

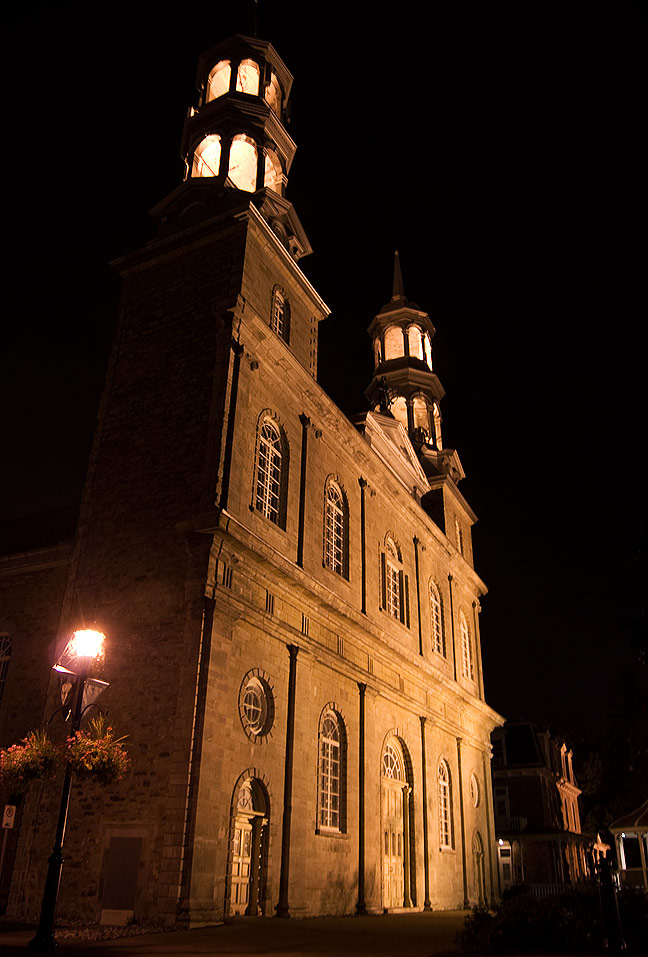
Église Saint-Eustache

L'église de Saint-Eustache possède une des trois meilleures acoustiques d'Amérique du Nord, et servait régulièrement à des enregistrements pour, entre autres, l'Orchestre symphonique de Montréal
On y retrouve également :
- Le Manoir Globensky, réputé comme l’une des plus élégantes résidences de campagne du Canada-Est [19]. Ce bâtiment est désormais la Maison de la culture et du patrimoine,  il sert de lieu de rassemblement et de festivités. On y trouve des expositions à l’Espace muséal du manoir Globensky, avec la possibilité de les visiter de manière autonome ou guidée, ainsi que des circuits historiques commentés par un guide[20].
- Le Moulin Légaré,
- Le Centre d'art la petite église:  Le Centre d’art La petite église, anciennement une église presbytérienne, a été acquis par la Ville de Saint-Eustache en 1980 pour devenir un lieu culturel[21]. Agrandi en 1999, il est devenu un espace pour les artistes, offrant des spectacles, des ateliers et des résidences[22] . Grâce à son acoustique et ses équipements de haut niveau, il est reconnu à travers le Québec comme un lieu privilégié pour les artistes en tournée [23] .Son nom a été modifié en 2022 pour “La petite église Cabaret Spectacle”.
- Cinéma St-Eustache
- Marché au Puces Saint-Eustache
- Ciné-Parc Saint-Eustache
- Le Zénith de St-Eustache
- Parc Nature Saint-Eustache[24]
- La maison Chénier-Sauvé
- Le Nid’otruche (Une ferme d’autruche qui propose une expérience unique avec un safari en tracteur pour observer des autruches, un village africain et un site de dinosaures. On y trouve aussi un safari à pied avec une salle d’incubation, une mini ferme africaine, des jeux gonflables, un resto et de la viande d’autruche.) [25].
- La maison Lavande (depuis plus de 15 ans, avec plus de 5000 plants, l’organisation crée des produits de parfumerie locaux. Les champs sont ouverts au public.)[26].
- Le Festival de la galette: